# فندق العطارين
فندق العطارين هو فندق في مدينة تونس، يقع في سوق العطارين، وكان بمثابة مستودع ومكان إقامة للعطارين أو العملاء من أماكن بعيدة.

## التاريخ
تم بناؤه في عهد الحفصيين.

## التطور
في الوقت الحاضر، أصبح مطعمًا.

## المذكرات والمراجع
1. ↑  "نهضة فندق العطارين". webdo.tn (بالفرنسية). Webdo TN. Archived from the original on 2019-04-23. Retrieved 2020-04-11.
2. ↑  "فندق العطارين". fondoukelattarine.com (بالفرنسية). Archived from the original on 2020-04-12. Retrieved 2016-08-06.

## رابط خارجي
- الموقع الرسمي